# Sebastián López Ruiz

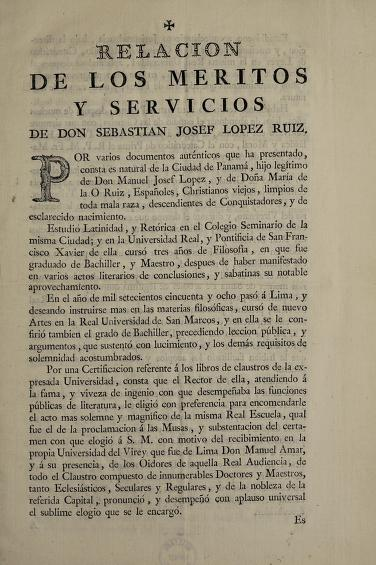
Relación de méritos y servicios de López Ruiz, escrito en 1794.

Sebastián José Lopéz Ruiz (Panamá, 18 de enero de 1741-Bogotá, 29 de noviembre de 1832) fue un botánico y médico neogranadino, nacido en Panamá, parte del Virreinato español de Nueva Granada. Se le atribuye el descubrimiento de la quina en Colombia, hallazgo disputado con Celestino Mutis.

## Biografía

### Primeros años
López Ruiz nació en la Ciudad de Panamá de un matrimonio de criollos, Manuel José López y María de la O Ruiz. Entre sus hermanos menores fue el doctor Santiago José López Ruiz, cura en la Arquidiócesis de Lima y autor del libro Discurso doctrinal sobre la obediencia y lealtad debida al soberano, y a sus magistrados.
Estudió Filosofía, Latín y Retórica, en la jesuita Universidad de San Francisco Javier, durante 3 años, donde se graduó de Bachiller y Maestro. En 1758 viajó al Perú donde comenzó a cursar en la Universidad de San Marcos. Allí estudió jurisprudencia y ciencias físicas, graduándose de Medicina en 1764.
Ejerció la medicina en el Cuzco hasta 1767, cuando volvió a Panamá. En la ciudad escribió un informe sobre el insalubre entierro de los muertos en las iglesias.

### Matrimonio y familia
López Ruiz se casó en 1781 en Santafé con María Begoña de Aldana y Silva, nacida en la ciudad de Vélez, Santander, hija del vizcaíno Pedro de Aldana, contador real de la ciudad de Antioquia, y de la santafereña Catalina de Silva y Herrera.
López Ruiz y su esposa fueron padres de cinco hijos, uno de los cuales falleció en el viaje que realizó la familia de Santafé a Quito. Entre sus otros hijos fueron Fernando López Aldana (1784-1841), abogado que ejerció en Lima y prócer de la independencia del Perú, y Francisco de Paula López Aldana (1800-1860), abogado que desempeñaba varios cargos en la República de la Nueva Granada.

## Trabajo
En 1774, cuando López Ruiz estaba en Bogotá como Oficial de la Secretaría del Virreinato de Nueva Granada, descubrió árboles de quina. Aquel descubrimiento fue sorprendente, debido a que en ese entonces solo se pensaba que la quina se producía en los Andes peruanos. Presentó su descubrimiento al Real Servicio en 1776, que fue investigado por Casimiro Gómez Ortega y Antonio Palau, catedráticos del Real Jardín Botánico, quienes confirmaron que la quina descubierta por López Ruiz era legítima. 
En 1778, mediante Real Cédula del 21 y 24 de noviembre, se le asignó a López Ruiz la investigación y exploración de quina en Santa Fé y Quito, con un presupuesto de dos mil pesos. Entre 1779 y 1785, López Ruiz realizó viajes por los actuales territorios de Colombia, Ecuador y Venezuela, como Comisionado de la Quina, e hizo reportes de sus hallazgos al Ministerio de Indias y al Gobierno del Virreinato. Descubrió plantas de Myroxylon peruiferum en Santa Fé, a las que llamó Galvezia. 

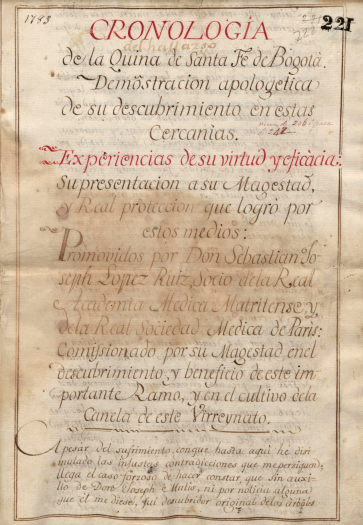
Cronología de la quina de Bogotá, escrita por López Ruiz en 1783

Viajó junto a su hermano Santiago José López, con un presupuesto de ocho mil pesos, al istmo de Panamá, hacia localidades como Portobelo y Camino de Cruces. Descubrió la existencia de azogue en estos lugares. Terminó el viaje en 1792.
En 1782, Celestino Mutis refutó los descubrimientos de López Ruiz. Mutis aseguró que fue él el verdadero y certificado descubridor de la quina, a pesar de que no mostró evidencia de que la quina que descubrió era de Nueva Granada, cosa que sí hizo López Ruiz. Aun cuando López enviaba datos de la quina en su viaje por las tierras de los andaquíes, eso no impidió su destitución del cargo de Comisionado de la Quina, el 29 de septiembre de 1783, por parte del ministro de Indias, José de Gálvez, que pensó que lo había engañado y que Mutis era el verdadero descubridor de la quina.
A lo largo de su vida hizo estudios de varios árboles, siendo los más relevantes los que tratan de la quina. En 1785 se le comisionó la introducción de la canela en el continente americano. Entre 1777 y 1793 hizo recolecciones de diferentes plantas entregadas al Virreinato, pero también regaló muestras a Hipólito Ruiz, muestras que lo ayudaron en su Suplemento a la quinología de 1801. En su labor de defensa de la medicina oficial, denunció varias veces a curanderos y charlatanes que se hacían pasar por médicos.
Sebastián López Ruiz murió aislado en Bogotá el 29 de noviembre de 1832.